# Ulica Ostródzka w Iławie
Ulica Ostródzka w Iławie to główna ulica Osiedla Ostródzkiego. Stanowi ona część drogi krajowej nr 16 i jest trasą wylotową na Ostródę oraz dalej na Olsztyn, Ełk, Augustów i Ogrodniki (przejście graniczne z Litwą). W czasach przedwojennych ulica nosiła nazwę Osteroderstraße.

## Obiekty
- Zajazd „Wielka Żuława”
- Fabryka Mebli
- supermarket Biedronka
- cmentarz komunalny

## Komunikacja
Ulicą Ostródzką biegną trasy 3 linii komunikacyjnych. Są to linie numer:
- 1 – (Cmentarz-Długa)
- 3 – (Nowa Wieś-Długa)
- 7 – (Nowa Wieś-Nowa Wieś)

Przystanki przy ul. Ostródzkiej mają linie nr 3 i 7.